# Ochanostachys
Ochanostachys é um género botânico pertencente à família Olacaceae.